# Dead Point Indian Reserve 5
Dead Point Indian Reserve 5 (franska: Réserve indienne Dead Point 5) är ett reservat i Kanada.   Det ligger i Regional District of Mount Waddington och provinsen British Columbia, i den sydvästra delen av landet, 3 800 km väster om huvudstaden Ottawa. Dead Point Indian Reserve 5 ligger på ön Harbledown Island.
I omgivningarna runt Dead Point Indian Reserve 5 växer i huvudsak barrskog. Trakten runt Dead Point Indian Reserve 5 är nära nog obefolkad, med mindre än två invånare per kvadratkilometer.